# Weshesh
Los weshesh eran una de las etnias que englobaban los denominados pueblos del mar, que provocaron disturbios en varias áreas del Mediterráneo oriental a principios del siglo XII a. C.
Son conocidos principalmente por dos inscripciones egipcias. Una de ellas procede de Medinet Habu y en ella figuran como uno de los pueblos —junto a los peleset, tjeker, shekelesh y denyen— que atacaron zonas de Anatolia, Chipre y Siria, antes de establecer un campamento en Amurru y luego prosiguieron su marcha hasta Canaán y Egipto, donde fueron derrotados por el faraón Ramsés III en el octavo año de su reinado. Según otra interpretación, esos cinco pueblos atacaron Egipto después de que sus países hubieran sido devastados por otros pueblos procedentes del norte. En la otra inscripción, que procede del Papiro Harris, aparecen los mismos pueblos excepto los shekelesh y en su lugar aparecen los sherden, que no eran citados en la de Medinet Habu.
A diferencia de otros pueblos del mar, los weshesh aparentamente no están representados en relieves conmemorativos de Ramsés III. Se ha sugerido que podrían haber estado establecidos en Anatolia occidental, bien en la región de Caria, o bien de la Troade —ya que su nombre se ha tratado de relacionar con el topónimo Wilusa, que se identifica con Troya— o quizá en una área ubicada entre Cilicia y Siria en torno al golfo de Iskenderun.